# Paul Yü Pin
Paul Yu Pin (xinès:于斌; pinyin: Yú Bīn; 13 d'abril de 1901 - 16 d'agost de 1978) va ser un cardenal xinès de l'Església catòlica. Va exercir com a arquebisbe de Nanquín des de 1946 fins a la seva mort, després d'haver servit anteriorment com el seu vicari apostòlic, i va ser elevat a Col·legi de Cardenals el 1969.

## Biografia
Paul Yu Pin (Yu Bin) va néixer a Hailun, al nord-est de la Xina, fill de Yu Shuiyuan (于水源) i Xiao Aimei. Orfe als 7 anys, va ser batejat el 1914 després de trobar-se amb sacerdots missioners prop de Lansi , on vivia amb el seu avi. Yu va assistir a l'escola normal provincial d'Heilongjiang, a la Universitat Jesuïta Aurora de Xangai i al seminari de Kirin abans d'anar a Roma , on va estudiar a la Pontifícia Universitat Urbaniana (aconseguint el seu doctorat en teologia ) i a la Pontifícia Romana Athenaem S. Apol·linar. També va estudiar a la Universitat Reial de Perusa, d'on va obtenir el títol de doctor en política.
Yu va ser ordenat sacerdot el 22 de desembre de 1928 per l'arquebisbe Giuseppe Palica, i després va ensenyar a la Universitat Urbaniana fins al 1933, quan va tornar a la Xina. Al seu retorn, va ser nomenat Director Nacional d'Acció Catòlica, secretari de la nunciatura xinesa i inspector general de les escoles catòliques de la Xina.
El 17 de juliol de 1936, Yu va ser nomenat vicari apostòlic de Nanquín i bisbe titular de Sozusa a Palaestina pel papa Pius XI. Va rebre la seva consagració episcopal el 20 de setembre següent de mans de l'arquebisbe Mario Zanin, amb els bisbes Simon Tchu, SJ, i Paul Montaigne, CM, servint com a co-consagradors , a Pequín . El 1937, l'exèrcit imperial japonès va prendre Nanking i es va concedir una recompensa de 100.000 dòlars per la captura de Yu, que va passar la Segona Guerra Mundial als Estats Units. Allà va planejar el 1943 establir oficines d'ocupació , disponibles per a professors , metges i tècnics nord-americans, a la Xina. També aquell any, el clergue xinès va donar suport a dos projectes de llei davant el Comitè d'Immigració de la Cambra que permetien als xinesos entrar i convertir-se en ciutadans dels Estats Units sota el sistema de quotes. Yu, després del seu retorn a la Xina, va ser ascendit al rang d'arquebisbe metropolità quan el seu vicariat va ser elevat com a tal pel papa Pius XII l'11 d'abril de 1946.
El 1949, el nou règim comunista el va expulsar de la seva seu, i es va veure obligat una altra vegada a abandonar el país, reprenent el seu exili als Estats Units. Durant aquest temps, l'arquebisbe es va dedicar a ajudar els xinesos americans i a recaptar fons per als refugiats de la Xina comunista a Taiwan, on va ser nomenat rector magnífic de la Universitat Catòlica de Fu Jen el 1961. Va ser un dels consellers més propers del generalíssim Chiang Kai-Shek, i a la vora del Maccarthisme, l'arquebisbe Yü Pin va fer afirmacions contra els nord-americans que pensava que eren procomunistes que van resultar no certes.
Yü va assistir al Concili Vaticà II de 1962 a 1965. Durant el Concili va demanar al Papa que abordés la qüestió del comunisme; tanmateix el Concili no va abordar el comunisme ni el socialisme.
| « | El comunisme és un ateisme militant i un materialisme cru. En una paraula, és una recopilació de totes les heretgies, i s'ha de tractar com a tal, si es vol defensar la veritat. [El Concili] ha de dissipar la confusió creada per la doctrina de la coexistència pacífica, per la política de la mà estesa i pel comunisme catòlic, com se'n diu, totes elles estratagemes calculades per ajudar el comunisme i per crear obscuritat. dubte, o almenys vacil·lació en la ment dels cristians. En aquesta qüestió ara cal la màxima claredat. | » |

Va ser creat cardenal prevere de Gesù Divin Lavoratore pel papa Pau VI en el consistori del 28 d'abril de 1969. Després de la seva dimissió com a rector de Fu Jen el 5 d'agost de 1978, va ser nomenat el seu Gran Canceller. El 1976 s'havia convertit en el primer director de l'Institut per a les Religions del Món de la Universitat Budista Dharma Realm (ara adscrit al monestir budista de Berkeley).
Va morir d'un atac de cor als 77 anys a Roma, on havia anat a participar en el conclave després de la mort del Papa Pau VI l'agost de 1978; i on s'esperava que votaria per un candidat conservador. Yu està enterrat en un mausoleu al campus de la Universitat Catòlica Fu Jen a Xinzhuang, Comtat de Taipei, a Taiwan.